# N-acetilgalaktozamin 4-sulfat 6-O-sulfotransferaza
N-acetilgalaktozamin 4-sulfat 6-O-sulfotransferaza (EC 2.8.2.33, GalNAc4S-6ST, CHST15 (gen)) je enzim sa sistematskim imenom 3'-fosfoadenilil-sulfat:(dermatan)-4-O-sulfo-N-acetil--galaktozamin 6-O-sulfotransferaza. Ovaj enzim katalizuje sledeću hemijsku reakciju
(1) 3-fosfo-5-adenilil sulfat + [dermatan]-4-O-sulfo--acetil--galaktozamin {\displaystyle \rightleftharpoons } adenozin 3',5'-bisfosfat + [dermatan]-4,6-di-O-sulfo--acetil--galaktozamin
(2) 3-fosfo-5-adenilil sulfat + [hondroitin]-4-O-sulfon-acetil--galaktozamin {\displaystyle \rightleftharpoons } adenozin 3',5'-bisfosfat + [hondroitin]-4,6-di-O-sulfo--acetil--galaktozamin
Ovaj enzim se aktivira dvovalentnim katjonom i redukovanim glutationom.

## Literatura
- Nicholas C. Price; Lewis Stevens (1999). Fundamentals of Enzymology: The Cell and Molecular Biology of Catalytic Proteins (Third изд.). USA: Oxford University Press. ISBN 019850229X.
- Eric J. Toone (2006). Advances in Enzymology and Related Areas of Molecular Biology, Protein Evolution (Volume 75 изд.). Wiley-Interscience. ISBN 0471205036.
- Branden C; Tooze J. Introduction to Protein Structure. New York, NY: Garland Publishing. ISBN 0-8153-2305-0.
- Irwin H. Segel. Enzyme Kinetics: Behavior and Analysis of Rapid Equilibrium and Steady-State Enzyme Systems (Book 44 изд.). Wiley Classics Library. ISBN 0471303097.
- William P. Jencks (1987). Catalysis in Chemistry and Enzymology. Dover Publications. ISBN 0486654605.

## Spoljašnje veze
- N-acetylgalactosamine+4-sulfate+6-O-sulfotransferase на 